# Demeure Sainte-Anne
La demeure Sainte-Anne est un édifice situé à Larmor-Baden en France.

## Localisation
La demeure est située sur le territoire de la commune de Larmor-Baden, île Berder, dans le département du Morbihan en région Bretagne.

## Description
La demeure date des XVIIIe et XIXe siècles. Le logis principal est construit en moellons de granite à plan en équerre, couvert en ardoises. Corps principal avec avant-corps médian et un avant-corps à l'extrémité sud-ouest, à deux étages carrés, élévation ordonnancée, couvert en ardoise d'un toit à longs pans à croupes, et noue pour les avant-corps, escalier dans œuvre tournant à retours avec jour dans l'avant-corps. Aile en retour à l'ouest à avant corps médian, à un étage carré et étage de comble, élévation ordonnancée, à toit à longs pans brisés à croupe et noue pour l'avant-corps médian, tourelle postérieure en hors œuvre à toit conique. Bâtiment dépendance à l'est, en alignement du corps principal, en moellon, en rez-de-chaussée, couvert en ardoise. Logis tour belvédère enduit, ouvertures en brique, à trois étages carrés, à élévation à travées, à toit à longs pans brisés à croupes, terrasson en zinc. Tour en hors œuvre au sud-ouest de plan hexagonal, à cinq étages carrés, toit terrasse crénelé. Communs en moellon de granite, couvert en ardoise : logement principal à un étage carré à élévation ordonnancée, avant-corps en retour au sud couvert d'un toit à croupe avec noue. Manège accolé au sud en rez-de-chaussée à toit à longs pans à pignon couvert. Au nord, accolé au logement, hangar à deux étages carrés, à toit terrasse crénelé, puis corps de dépendance avec logement, en équerre et toit à longs pans à croupes et noue. Au nord de l'île Berder, chapelle à élévation ouest en pierre de taille, autres élévations à bossage, couvert en ardoise d'un toit à longs pans à pignon découvert. Chœur sur crypte formant avant-corps dans le prolongement de la nef couvert d'un toit à croupe. Vaisseau unique et lambris de couvrement. Exploitation ostréicole au nord ; ouest de l'île formée de deux bâtiments rectangulaires, logis-dépendance et dépendance isolée, en moellon, enduit pour le logis, en rez-de-chaussée, couvert en ardoise d'un toit à longs pans à pignon couvert. Serre en brique et verre. Croix monumentale avec soubassement hexagonal en granite sur chaos rocheux, socle et croix en béton. Christ en bas relief.

## Historique
Ferme existant sur le cadastre du début du XIXe siècle, datant peut-être du XVIIIe siècle (elle est mentionnée sur le rôle du vingtième en 1750). Construction entre 1809 et 1852 de bâtiments agricoles en alignement du logis vers l'est, terminés par un fournil. L'île Berder est achetée en 1879 par le comte Dillon. Bâtiments d'exploitation ostréicole construits vers 1880 de même qu'un bâtiment à usage d'atelier de menuiserie. La ferme existante est détruite à l'exception des bâtiments agricoles datant du début du XIXe siècle pour la construction du grand logis principal vers 1880. En 1885, à l'occasion du mariage du fils du propriétaire, construction de la chapelle au nord de l'île (les vitraux portent la date de 1887). Vers 1885, construction des communs au sud : le manège qui en occupe la partie sud est daté 1886 : quelques réemplois de la ferme ancienne ont pu y être réutilisés. Quai construit sur la côte est en 1885. Le logis tour belvédère est édifiée après 1889 et avant 1900.. L'île Berder est cédée probablement vers 1900 à Anne de Rochechouart de Mortemart, duchesse d'Uzès. En 1927, elle est acquise par une communauté religieuse.
La demeure est inscrite à l'inventaire général du patrimoine culturel.

## Galerie

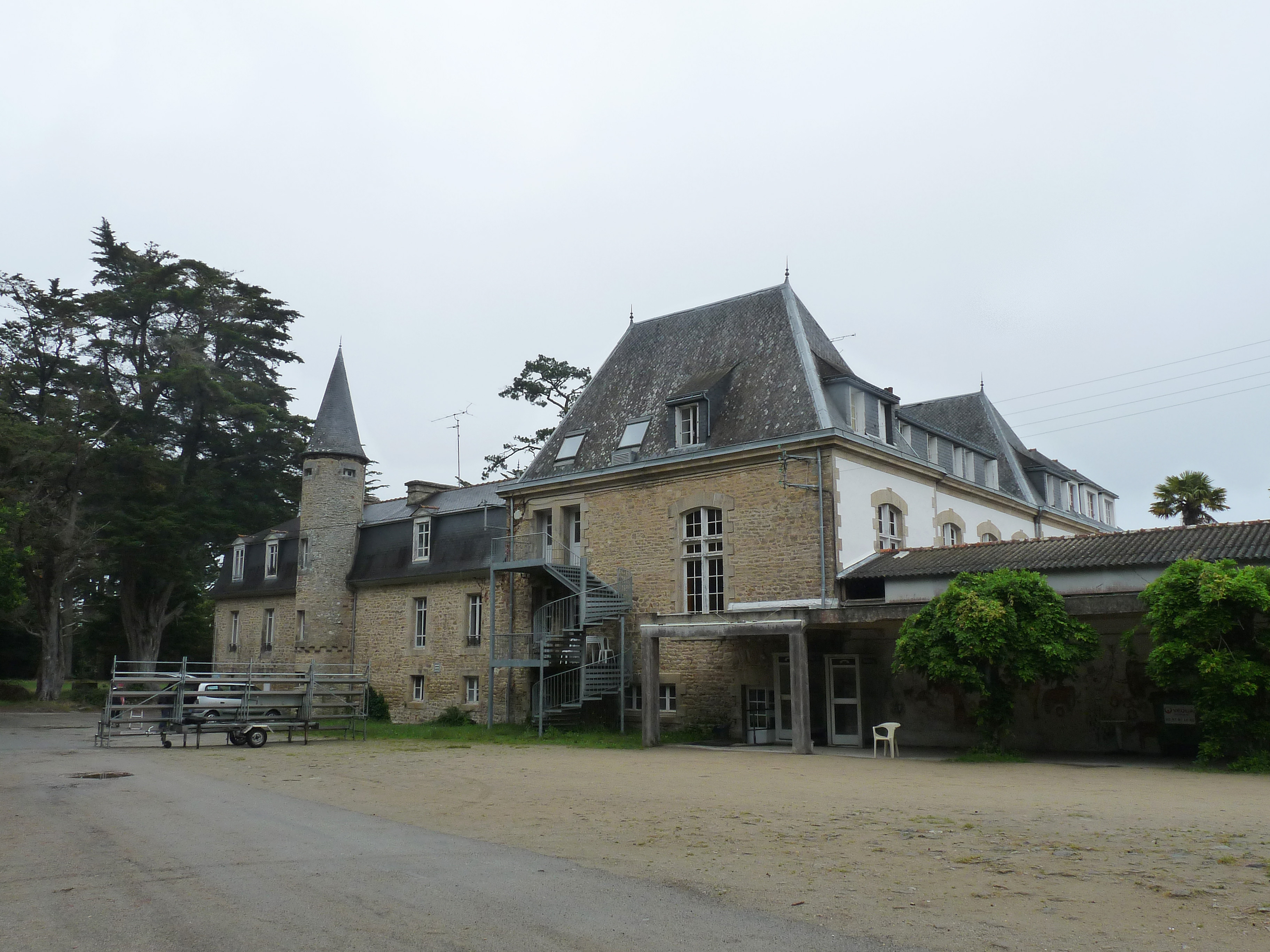
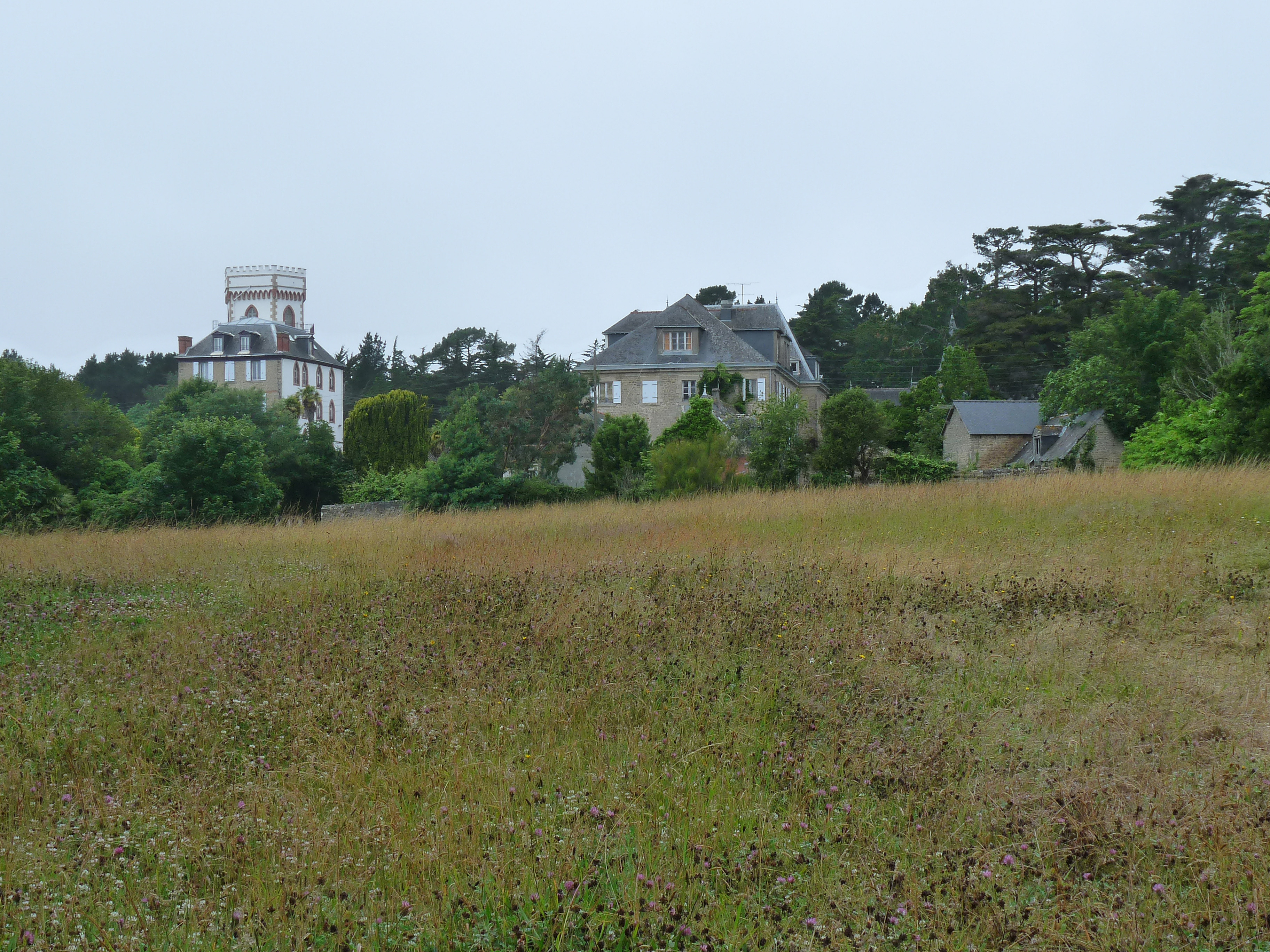
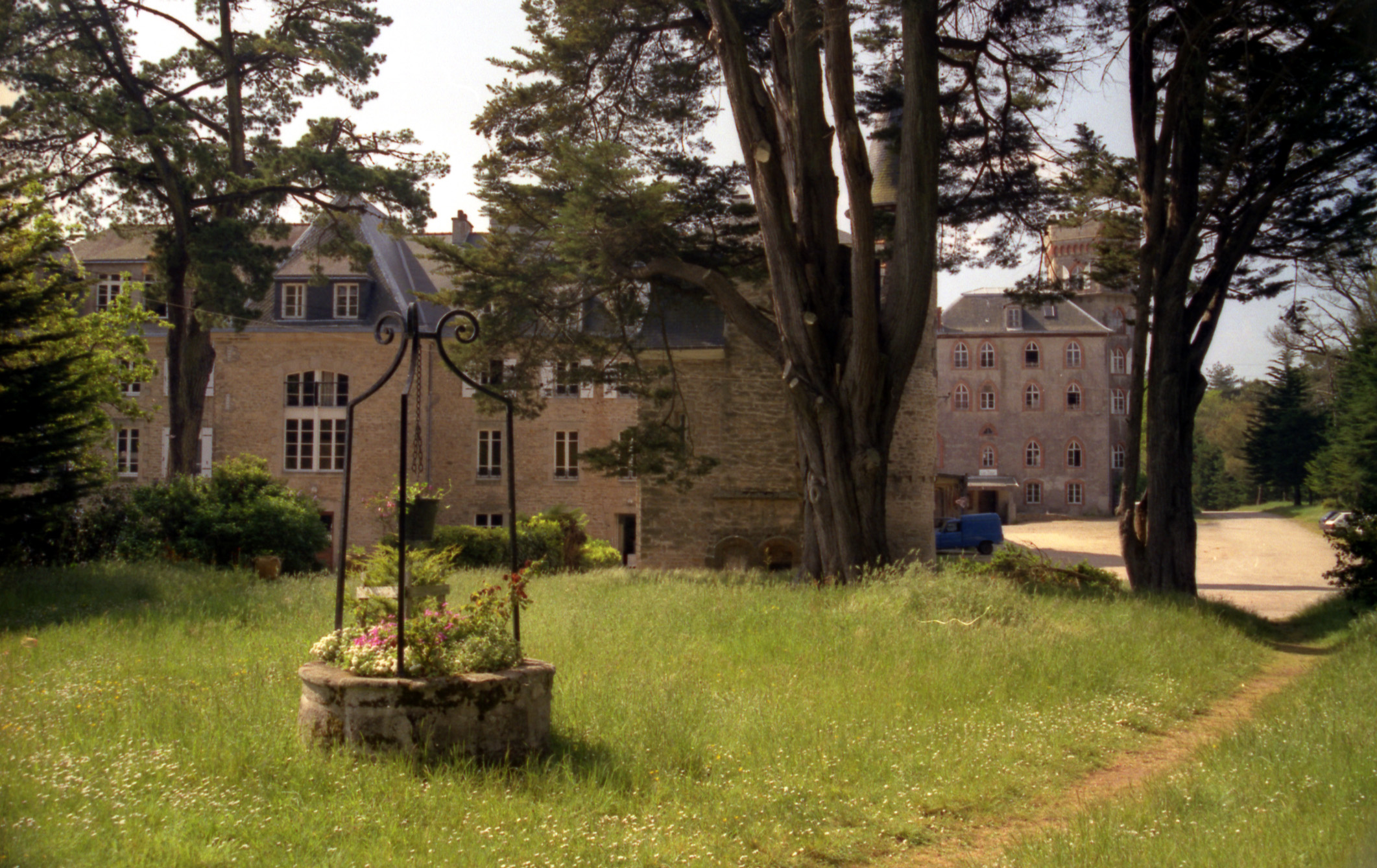